# Boyeros
Boyeros è un municipio della capitale cubana dell'Avana, creato nel 1976 con l'unione di sette cittadine, tra le quali va menzionata Santiago de Las Vegas ove nacque nel 1923 lo scrittore italiano Italo Calvino i cui genitori all'epoca lavoravano a Cuba.